# Freigraf

Biểu tượng Vương miện của một Bá tước

Freigraf hay Bá tước tự do, là một tước hiệu của Quý tộc Đức. Nó có nguồn gốc là một từ ghép trong tiếng Đức, kết hợp giữa từ "frei" (Tự do) và tước hiệu phong kiến "graf" (Bá tước). Freigraf có thể được sử dụng trong 2 ngữ cảnh khác nhau:
1. Một bá tước thời phong kiến với tước hiệu được mở rộng bất thường (thể hiện tình trạng đa tộc), ví dụ điển hình nhất chính là một phần vương quốc cũ của Burgundy, vẫn giữ nguyên tên tước hiệu, vùng đất này tương đương với Franche-Comté, miền Đông nước Pháp ngày nay.
2. Một nhà điều hành tối cao của Vehmgericht, hệ thống tòa án của Westphalia ở Đức, hoạt động trong suốt thời kỳ Trung cổ, dựa trên một tổ chức huynh đệ của các "thẩm phán tự do" (Tiếng Đức: Freischöffen hoặc tiếng Pháp: francs-juges). Trụ sở ban đầu của các tòa án là ở Dortmund.